# Franz Abart
Franz Abart (* 22. Dezember 1769 in Schlinig; † 10. September 1863 in Kerns) war ein Südtiroler Bildhauer.

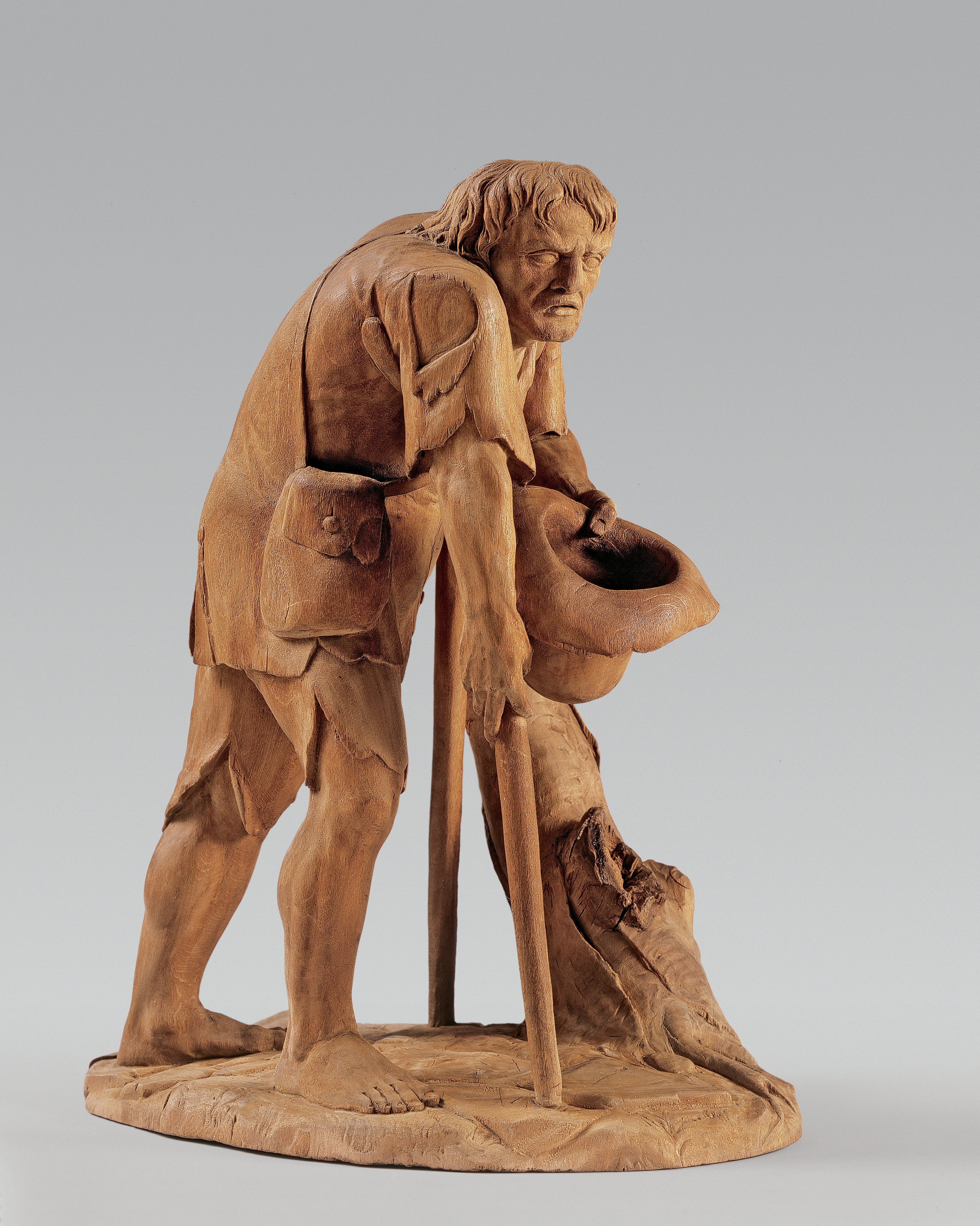
Franz Abart: Statuette eines Bettlers (Historisches Museum Basel)

An seinem Hauptwirkungsort Kerns im Kanton Obwalden schuf er aus Holz zahlreiche Kruzifixe und Heiligenfiguren, später auch Darstellungen von Figuren der Schweizer Geschichte. Im zeitgenössischen Kontext fand sein Werk sehr großen Zuspruch, nach 1857 fiel es aber nahezu vollständig aus dem Blickwinkel der Öffentlichkeit.   

## Leben
Abart ließ sich in seinem Geburtsort bei den Bildhauern Mattia Punt oder Pöder zum Bildhauer ausbilden und begab sich im Anschluss als 14-Jähriger auf Wanderschaft in das Elsass. Bis zum Ausbruch der Französischen Revolution war er in Straßburg tätig, floh aber dann in die Schweiz. Nach einem kurzen Verbleib in Zug war er von 1790 bis 1828 in Sarnen im Dienst des Schweizer Bildhauers Balthasar Durrer. Mit dessen Umzug nach Luzern machte Abart sich im Kernser Ortsteil St. Niklausen selbständig. In den folgenden Jahren erhielt er zahlreiche private und öffentliche Aufträge, darunter von Kirchen und Klöstern in der Umgebung von Kerns. Zu seinen Schülern gehörte der nachmals berühmte Urner Bildhauer Heinrich Max Imhof.

## Werk
Abarts Hauptwerke sind Figuren und Reliefs am Hauptaltar und an der Kanzel und Bruder Klaus an der Giebelfront der Pfarrkirche Kerns, Figuren an der Gnadenkapelle in der Klosterkirche Einsiedeln, Figuren am Hauptaltar der Pfarrkirche Altdorf, Figuren an der Giebelfront der Pfarrkirche Alpnach und Granitbären vor dem Bernischen Historischen Museum.